# Ulisses Ereván FC
El Ulisses Football Club (en armenio: Ուլիս Ֆուտբոլային Ակումբ – Ulis Futbolayin Akumb) fue un club de fútbol de la ciudad de Ereván, Armenia que jugó en la Liga Premier de Armenia, la principal liga de fútbol del país. El equipo fue fundado como Dinamo-2000 F.C. en el 2000. A causa del patrocinador se llamaron Dinamo-Zenit F.C. cuatro años más tarde y en el 2006 cambiaron al nombre actual.
El club juega sus partidos como local en el Republican Stadium y posee un Equipo B en la Primera Liga de Armenia que hasta el 2014 se llamó Shengavit FC.
El club desapareció al finalizar la temporada 2015/16 debido a problemas financieros.

## Palmarés
- Premier League: 2

2011, 2012

## Historia en Copas Europeas
| Temporada | Torneo                | Ronda             | País     | Club                | Casa | Visita | Global |
| --------- | --------------------- | ----------------- | -------- | ------------------- | ---- | ------ | ------ |
| 2010–11   | UEFA Europa League    | 1ª Clasificatoria | Israel   | Bnei Yehuda         | 0–0  | 0–1    | 0–1    |
| 2011–12   | UEFA Europa League    | 1ª Clasificatoria | Hungría  | Ferencváros         | 0–2  | 0–3    | 0–5    |
| 2012–13   | UEFA Champions League | 2ª Clasificatoria | Moldavia | FC Sheriff Tiraspol | 0–1  | 0-1    | 0-2    |
| 2015-16   | UEFA Europa League    | 1ª Clasificatoria | Malta    | Birkirkara FC       | 0-0  | 1-3    | 1-3    |

## Entrenadores
- Vagarshak Aslanyan, 2000–2001
- Albert Sarkisyan, 2002
- Vachagan Khachataryan, 2002
- Alesha Antonyan, 2002–2003
- Ashot Kirakosyan, 2004–2005
- Sevada Arzumanyan, 2005–2006
- Arsen Chilingaryan, 2006–2007
- Souren Barseghyan, 2007–2008
- Sevada Arzumanyan, 2008-2012
- Karen Barseghyan, 2013-2014
- Suren Chakhalyan 2014
- Gagik Simonyan (interino) 2014–2015
- Fyodor Shcherbachenko 2015
- Suren Chakhalyan 2015
- Gagik Simonyan (interino) 2015–2016